# 빌트 (식품 기업)

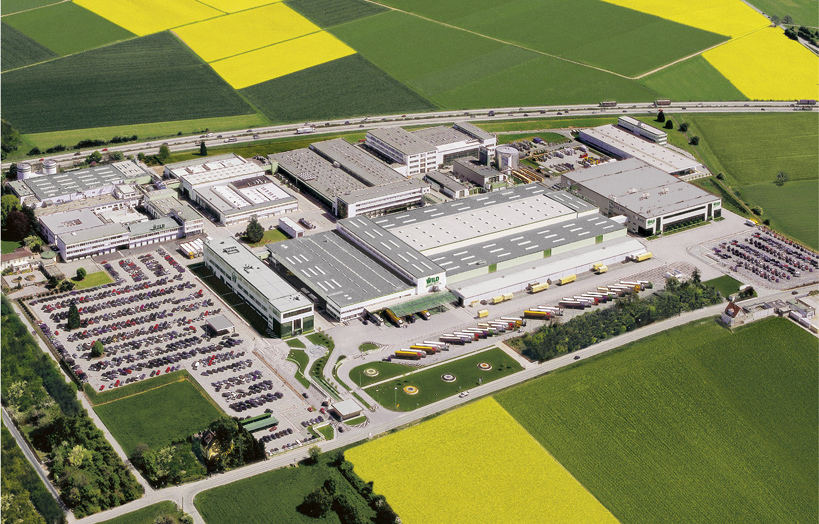

Rudolf Wild GmbH & Co. KG(한국어: 빌트)는 독일의 식음료 회사이다.